# Собор Святого Павла (Калькутта)
Собор Святого Павла (англ. St. Paul's Cathedral) — англиканский храм в Калькутте (Индия), кафедральный собор Диоцеза Калькутты церкви Северной Индии, входящей в Англиканское сообщество.
Здание было заложено в 1839 году и построено к 1847 году в неоготическом стиле, вобрав в себя элементы нескольких англиканских соборов Англии. Собор посвящён Святому Апостолу Павлу, как и главный англиканский собор в Лондоне.
Церковь имеет размеры 75 м в длину и 25 м в ширину, высота башни — 61 м. Здание располагается на Острове аттракционов Калькутты, по соседству с Мемориалом Виктории, Нанданом и планетарием.
На территории собора похоронены некоторые местные религиозные деятели, в том числе и первый епископ Калькутты, а также английский инженер Артур-Уильям Гарнетт (англ. Arthur William Garnett).